# منذر حدادين
ولد الدكتور منذر حدادين في معين، الأردن. أصبح وزيراً في الحكومة عام 1997 واستقال عام 1998.وكان أيضًا أحد كبار مفاوضي السلام في محادثات السلام الأردنية مع الكيان الصهيوني عام 1994.

## السيرة الشخصية
حدادين مؤلف لستة كتب والعديد من المقالات المهنية المنشورة في المجلات الدولية، وهو أستاذ في ثلاث جامعات أمريكية. خدم في المملكة الأردنية الهاشمية كوزير للمياه والري، كبير مفاوضي السلام، رئيس مجلس الإدارة والرئيس التنفيذي لسلطة وادي الأردن، وكان باني المؤسسات في المملكة الأردنية بين عامي 1971 و 1998.
كان حدادين عضوا في الوفود الأردنية لعملية السلام في الشرق الأوسط. كان مسؤولاً عن ملفات المياه والطاقة والبيئة في مؤتمر المفاوضات الثنائية، وكان رئيس وفد الأردن إلى مجموعة عمل الموارد المائية في المؤتمر متعدد الأطراف. في اللجنة الاقتصادية الثلاثية برئاسة الولايات المتحدة الأمريكية مع الأردن والكيان الصهيوني كأعضاء، قدم حدادين أفكاره الخاصة حول التنمية المتكاملة لوادي الأردن المتصدع بما في ذلك الربط بين البحر الأحمر والبحر الميت. وقد نجح في التفاوض على نفس الشيء في المؤتمر الثنائي وحدد مادة خاصة لها في معاهدة السلام. كان أحد ثلاثة أردنيين عملوا مع نظرائهم الصهيونيين بعد إعلان واشنطن في تموز 1994 وتوجت جهودهم بمعاهدة السلام بين الأردن و الكيان الصهيوني.
حصل حدادين على شهادته الأولى في الهندسة المدنية من جامعة الإسكندرية في مصر، وشهادتي الماجستير والدكتوراه من جامعة واشنطن في سياتل، واشنطن. عمل كباحث في التصاميم الهندسية في الولايات المتحدة وفي تأسيس الجمعية العلمية الملكية في الأردن. ترك حدادين بصماته في التنمية المتكاملة لغور الأردن لمدة أربع سنوات منذ عام 2016، وتم اختياره عضوا في مجلس الشيوخ بالبرلمان. شغل منصب رئيس مجلس أمناء جامعة العلوم والتكنولوجيا الأردنية في عام 2018 لمدة أربع سنوات، ورئيس مجلس الإدارة والرئيس التنفيذي لمجموعة شركات العبدلي في عام 2009. وقد تم تكريمه من قبل الملك حسين ورؤساء دول أجنبية وبطريرك القدس للروم الأرثوذكس